# Российские тюрьмы для украинцев
Российские тюрьмы для украинцев — учреждения, в которых после полномасштабного вторжения российские власти удерживают гражданских и военных лиц Украины. Тюрьмы могут быть «официальными» (СИЗО и колонии на территории ДНР, ЛНР, оккупированного Крыма и России) и «неофициальными» (пыточные подвалы и изоляторы под контролем ФСБ). В июле 2023 года Associated Press опубликовало расследование, согласно которому на оккупированных территориях функционирует не менее 63 тюремных учреждений, где удерживаются украинские граждане. Также стало известно, что российское правительство планирует создать к 2026 году ещё 25 исправительных колоний и шесть центров содержания под стражей на оккупированных территориях Украины.
Оккупационные власти задерживали гражданских лиц в ходе проверок на захваченных территориях и при прохождении «фильтрации», зачастую под обвинением «в противодействии специальной военной операции». Эти люди содержатся в изоляторах без процессуального статуса, что лишает их возможности получить юридическую помощь, а родственников — связаться с ними. В отличие от военнопленных, гражданских лиц без юридического статуса также не включают в списки на обмен. Точное количество украинских гражданских лиц, находящихся в плену, неизвестно, поскольку Россия не предоставляет точных данных ни украинским властям, ни международным организациям. По информации Украины, на июль 2024 года в плену России находилось более 14 тысяч гражданских лиц, задержанных с 2014 года. В результате обменов удалось вернуть 3210 человек, среди которых было 151 гражданское лицо.
Россия систематически нарушает нормы Женевских конвенций, удерживая гражданских лиц без предъявления обвинений и подвергая военнопленных и гражданских пленных принудительным работам, жестокому обращению, отказам в предоставлении медицинской помощи, незаконным перемещением на свою территорию, а также пыткам и убийствам.

## Задержание

### Гражданские лица
С началом полномасштабного вторжения в Украину российские власти начали массово задерживать гражданских лиц. Многие из них были арестованы оккупационными силами во время проверок в феврале и марте 2022 года в Киевской, Сумской, Черниговской, Харьковской и Херсонской областях. Других задерживали в ходе так называемой «фильтрации» — принудительных допросов и проверки личных данных и документов. Фильтрации подвергались все украинцы, которые добровольно, вынужденно или принудительно покидали Украину и пересекали границу с Россией, например, во время блокады Мариуполя. Успешно пройти фильтрацию не могли бывшие военнослужащие, участники боевых действий в Донбассе, общественные активисты, представители государственных и местных органов власти, а также лица с определёнными татуировками, например, с изображением украинского герба. Среди задержанных также были агрономы, учителя, врачи и пенсионеры. Кроме того, российские власти вывезли на территорию России украинских заключённых с оккупированных территорий, включая 2,5 тысячи человек из Херсона.
Некоторым задержанным гражданским лицам предъявляли обвинения в терроризме за помощь ВСУ или за участие в украинской армии в прошлом. Других арестовывали за «противодействие специальной военной операции» или даже за использование украинского языка на оккупированных территориях. Многие гражданские находились в местах лишения свободы без внятного процессуального статуса, что лишало их возможности получить правовую помощь, а родственников — возможности узнать местонахождение задержанных. Гражданские лица, удерживаемые без предъявления официальных обвинений, не могут быть включены в списки для обмена, поскольку для них отсутствует установленный юридический процесс, в отличие от военнопленных. По оценкам правозащитной организации «Агора», к концу 2022 года в российских тюрьмах могли находиться несколько тысяч украинских гражданских. Мемориал присваивает им статус «политических заключённых».

### Военнопленные
Украинские военнопленные также подвергаются обязательной фильтрации. В России с ними работают оперативники Главного военного следственного управления и сотрудники ФСБ. Тех, против кого нет доказательств уголовных преступлений или причастности к незаконным методам ведения войны, могут включить в списки на обмен. В 2022 году состоялось 30 обменов, в результате которых более 1000 человек с каждой стороны вернулись домой.

## Тюремные учреждения

### Официальные
Украинских гражданских лиц и военнопленных содержат в тюрьмах как на оккупированных территориях, так и на территории России. Свидетельства освобождённых заключённых и расследования независимых журналистов указывают на существование сети официальных тюрем, подконтрольных ФСИН, и неофициальных учреждений, находящихся под контролем ФСБ.
Ещё до начала вторжения российские власти начали освобождать места в следственных изоляторах на приграничных территориях, этапируя российских заключённых вглубь страны. На территории так называемой ДНР, по данным УВКПЧ, тех, кто не прошёл фильтрацию, отправляли в колонии в Оленовке и Донецке, включая следственный изолятор «Изоляция», известный жестоким обращением с заключёнными. Тюрьма «Изоляция», основанная пророссийскими властями на территории бывшего завода изоляционных материалов после оккупации города в 2014 году, имеет статус секретной. Бывший начальник этого учреждения, Денис Куликовский, был приговорён украинским судом в январе 2024 года к 15 годам лишения свободы.
По данным источников Gulagu.net, правозащитников и региональных СМИ, украинских пленных содержат в ИК-1 в Зверево, ИК-12 в Каменске-Шахтинском, СИЗО-2 в Таганроге, СИЗО-2 в Камышине, а также в следственных изоляторах в Брянске, Курске, Ряжске, в военных частях в Ростовской и Волгоградской областях и в СИЗО № 1 и № 2 в аннексированном Симферополе, наряду с другими учреждениями по всей России.
В марте 2023 года основатель Gulagu.net Владимир Осечкин заявил, что в России существует 12-15 специальных учреждений ФСИН, где содержатся украинские военнопленные. В июле 2023 года Associated Press опубликовало расследование, что на оккупированных территориях действует не менее 63 тюремных учреждений, где удерживаются украинские граждане. Агентство также получило доступ к документу российского правительства, в котором указано, что к 2026 году на оккупированных территориях Украины планируется создание 25 новых исправительных колоний и шести других центров содержания под стражей.
Контролем над украинскими военнопленными занимаются сотрудники ФСИН, ФСБ, Росгвардии и осуждённые-активисты, многие из которых были переведены из пыточных колоний и следственных изоляторов.

### Неофициальные
Если в первую ночь били так, что я мог удержаться на ногах, то во втором подвале падал после каждого удара. Кушать дали один раз, а в туалет вовсе не выводили. Приходилось ходить по себе. Тогда каждый день думал, выживу или нет. Но затем так же молча, как забрали, меня и высадили на улице. Собрали в машине около десяти пленных из разных мест и по очереди выбрасывали. Отец три дня не знал, где я, да и соседи стали тревожиться. Теперь все эти события смотрятся немного по-другому.
Правозащитные организации и независимые журналисты сообщают, что внутри системы ФСИН могут функционировать отдельные тюрьмы, специально созданные для заключения украинцев и находящиеся под контролем ФСБ. Например, стало известно о создании двух новых блоков в СИЗО в Симферополе — СИЗО № 2 и СИЗО № 8. Заключённые украинцы не числятся в официальных базах ФСИН, что делает практически невозможным для их родственников выяснение их местонахождения.
Гражданских лиц также удерживают в помещениях, не предназначенных для содержания людей, таких как подвалы или склады. Например, в оккупированном Энергодаре некоторые сотрудники Запорожской АЭС удерживаются в подвале здания РОВД с июля 2023 года. Во время оккупации Херсона с марта по ноябрь 2022 года российские военные подвергали жителей города и окрестностей незаконному удержанию и пыткам. Людей пытали в изоляторе временного содержания, СИЗО, здании городской администрации, в сельской школе и ангаре на территории аэропорта. В посёлке Боровая в оккупированной части Харьковской области на базе оздоровительного комплекса «Свет Шахтёра» российские войска обустроили штаб. На его территории они выкопали яму, в которой пытали и оставляли убитых. В селе Пески-Радьковские российские военные организовали пыточную, где содержались как местные жители, так и пленные бойцы ВСУ. В Казачьей Лопани допросы и пытки проходили в здании вокзала и овощехранилище, где удерживались несколько десятков человек. В селе Ягодное российские военные 28 дней удерживали в школьном подвале более 350 местных жителей, включая не менее 70 детей, среди которых было пятеро младенцев. Все эти люди фактически выведены из-под действия любого закона.

## Численность  военнопленных и гражданских лиц, содержащихся в российских тюрьмах
Точная численность военнопленных и гражданских лиц, содержащихся в российских тюрьмах на сентябрь 2024 года, остаётся неизвестной. По состоянию на май 2022 года сообщалось, что в колониях на оккупированных территориях Украины удерживались около 3-4 тысяч человек, не прошедших фильтрацию. В июне 2022 года в СИЗО и спецприёмниках Москвы находились более 350 украинцев. В июле 2023 года Владимир Осечкин сообщил, что Россия удерживает не менее восьми тысяч гражданских лиц. Согласно официальным данным украинской стороны, на ноябрь 2023 года в российском плену находились 4337 человек — 3574 военных и 763 гражданских.
По оценкам проекта по поиску пропавших украинцев «Найти своих», к концу 2023 года российские власти удерживали около 7500 гражданских украинцев. В ноябре 2023 года Управление Верховного комиссара ООН по правам человека опубликовало доклад, в котором говорилось о 864 задокументированных случаях произвольного задержания, совершённых Россией с 24 февраля 2022 года по 23 мая 2023 года.
В июне 2024 года Владимир Путин заявил, что в украинском плену находятся 1348 российских военных, в то время как в российском плену — 6465 украинцев. Однако в июле уполномоченный Верховной Рады Украины по правам человека Дмитрий Лубинец сообщил, что Россия удерживает более 14 тысяч гражданских лиц Украины, включая тех, кто был задержан с 2014 года на территории Крыма, Донецкой и Луганской областей. К июню 2024 года из российского плена было освобождено 3210 украинцев, среди которых 151 гражданское лицо. Также Украина вернула домой 705 детей с территории РФ и оккупированных регионов.

## Условия содержания
Что-то не понравилось — удар. Нас превращали в затравленных животных. Доводили до такого состояния, что мы во время общих проверок вслушивались, бьют они за стенкой шокером или не бьют. У меня от одного звука мышцы сами по себе начинали сокращаться. [...] Они нас ненавидели только за то, что мы их войска [в начале вторжения] не встретили хлебом-солью. Тебя бьют по ногам, ставят на растяжку: „Россия — светоч цивилизации и спасение человечества. [..]"
Украинские гражданские лица часто содержатся вместе с военнопленными. Управление Верховного комиссара ООН по правам человека задокументировало многочисленные случаи нарушений прав человека, включая систематическое физическое и психологическое насилие. По данным организации, 91 % опрошенных освобождённых военнопленных подвергались пыткам и жестокому обращению.
После захвата в плен украинских военных перевозили в места интернирования, часто в переполненных грузовиках или автобусах, без доступа к воде или туалету. Заключённые находились со связанными руками и заклеенными глазами, что приводило к травмам запястий и лиц. По прибытии они подвергались так называемой «приёмке», включавшей избиения, угрозы, натравливание собак, раздевание и принудительное нахождение в неудобных позах. Управление Верховного комиссара ООН по правам человека зафиксировало случай смерти одного из военнопленных в апреле 2022 года в колонии у Еленовки в ходе этого процесса.
Пытки использовались для получения военной информации или принуждения к лжесвидетельству о военных преступлениях. Заключённых подвергали избиениям, порезам, подвешиванию, пыткам электричеством с использованием полевого телефона ТА, а также инсценировкам казни. Были задокументированы случаи сексуального насилия, такие как подвешивание мужчин за гениталии или насильственное раздевание с угрозами изнасилования. Условия содержания характеризовались антисанитарией, ограниченным доступом к пище и воде, отсутствием связи с родственниками и медицинской помощи.
Женщины, удерживаемые в колонии у Еленовки, не сообщали о физическом насилии, однако стали свидетелями жестокого обращения с мужчинами. В других тюрьмах женщины сталкивались с угрозами сексуального насилия и унижающими процедурами, такими как принуждение к бегу обнажёнными в присутствии охранников.
Возбуждение дел против украинских военнопленных и гражданских лиц координировалось ФСБ. Отмечались случаи принуждения заключённых исполнять российский гимн, копать окопы и петь патриотические песни. Сообщается, что в российских тюрьмах отношение к украинским заключённым было особенно жестоким: их заставляли перемещаться только бегом и подвергали постоянным издевательствам.

### Нарушение Женевских конвенций
Российская сторона не делает различий между военнопленными и задержанными гражданскими лицами — обе категории рассматриваются как «задержанные за противодействие СВО». В ответ на запросы о состоянии гражданских лиц Министерство обороны России подчёркивало, что они «содержатся в соответствии с требованиями Женевской конвенции об обращении с военнопленными», которая предусматривает нормальные условия содержания, доступ к медицинской помощи, отсутствие пыток и издевательств, а также возможность связи с родными. Военнопленные должны содержаться в безопасных, специально организованных лагерях, расположенных вне зоны боевых действий. Положения конвенции защищают военнопленных на всех этапах их нахождения в плену: от момента захвата до освобождения и репатриации.
По данным Управления Верховного комиссара ООН по правам человека, Россия систематически нарушает международные нормы, включая требования Женевской конвенции. К 2023 году было зафиксировано 864 случая произвольных задержаний украинских граждан российскими властями, многие из которых ООН квалифицировала как «насильственные исчезновения». Россия также не предоставляет украинской стороне достаточной информации о пленных и местах их содержания, нерегулярно допускает к ним представителей Международного комитета Красного Креста, а также не предоставила УВКПЧ доступа к украинским пленным в местах их содержания. ООН задокументировала случаи пыток, издевательств, унижающего достоинство обращения, а также отсутствие надлежащей медицинской помощи.
Многие украинцы содержатся в российских СИЗО без надлежащего процессуального статуса — место, время и причины их задержания не зафиксированы, а уголовные или административные дела против них не возбуждены. Это нарушает как международное право, так и российское законодательство — даже в условиях военного положения людей нельзя удерживать под стражей без суда более чем на 30 дней. Они лишены связи с внешним миром и, соответственно, не имеют доступа к адвокатам. Позднее Министерство обороны России признало, что украинские гражданские лица находятся на территории страны, однако отказало в доступе к ним адвокатам и родственникам до завершения «проверочных мер».
Согласно Четвёртой Женевской конвенции, оккупационные власти не имеют права насильно перемещать защищаемых лиц за пределы оккупированной территории. Эти действия квалифицируются как военное преступление в соответствии со статьёй 8 Римского статута Международного уголовного суда. Если подобные действия принимают систематический или широкомасштабный характер, они могут быть охарактеризованы как преступления против человечества. Кроме того, в соответствии с Женевской конвенцией, Россия не имеет права удерживать гражданских лиц в плену — они должны быть освобождены без каких-либо условий.

## Cмерти и казни
К июню 2023 года ООН задокументировала казнь 77 гражданских лиц, произвольно задержанных Россией. Также была зафиксирована смерть одного человека в результате пыток. В период с декабря 2023 года по февраль 2024 года Миссия ООН зафиксировала 32 случая казни украинских военнопленных в ходе 12 отдельных инцидентов. По данным Украины, на начало июля 2024 года более 110 украинских военнопленных были казнены. Международная правозащитная организация Human Rights Watch установила, что с начала декабря 2023 года российские военные, вероятно, убили по меньшей мере 15 украинских военнослужащих, которые пытались сдаться в плен, и ещё как минимум шестерых уже сдавшихся бойцов. В начале 2024 года Генпрокуратура Украины заявила, что, по её данным, российские военные убили на поле боя 93 украинских пленных, большинство казней произошло в 2024 году.
В октябре 2024 года было сообщено о смерти при невыясненных обстоятельствах захваченной российскими властями украинской журналистки Виктории Рощиной. Рощина в августе 2023 года выехала в Польшу с намерением через Россию попасть на оккупированные территории на востоке Украины. В мае 2024 Минобороны РФ подтвердило, что Рощина находится в заключении на территории России.